# Дымша, Любомир Клеофасович
Любоми́р Клеофа́сович (Петро́вич) Ды́мша (1860—1915) — юрист, член Государственной думы Российской империи от Седлецкой губернии. Поляк, римско-католического вероисповедания, потомственный дворянин Ковенской губернии, статский советник.

## Биография
Родился 6 января 1860 года. Сын Клеофаса Петровича Дымши (1821—1907) и Тересы Дымшене урождённой Горските (1829—1902). У него было 4 брата: Еугениуш (1853—1918), Генрих (1856—1918) — член Государственной думы II созыва от Витебской губернии, Юстас (1860—1890), Юзеф или Юозапас (Józef, Juozapas, 1860—1917).
В 1878 году окончил немецкую гимназию в Митаве с золотой медалью, в 1882 — юридический факультет Санкт-Петербургского университета. Служил в Министерстве народного просвещения; в 1889 году выдержал экзамен при Московском университете на учёную степень магистра государственного права, был утверждён в 1890 году в звании приват-доцента Санкт-Петербургского университета и в 1891 году был командирован в Швецию и Норвегию для изучения местного самоуправления. В 1893 году в качестве представителя Министерства народного просвещения присутствовал в Чикаго на Всемирном конгрессе высшего образования. В ноябре 1893 года определён на службу в Государственную Канцелярию, по законодательной части, в Департамент Экономии.
В 1896 году читал в должности приват-доцента по кафедре государственного права Санкт-Петербургского университета курс лекций, посвященный местному самоуправлению в Великобритании, Франции и Пруссии, затем — курс общего и русского государственного права (до 1911). В 1902 году защитил в Казанском университете диссертацию «Государственное право в Швеции» и был удостоен степени магистра государственного права.
В 1902—1905 годах — гласный Санкт-Петербургской городской думы, с 1905 года — товарищ председателя думы. Участвовал в научной и культурной жизни польской колонии в Санкт-Петербурге; член ряда общественных, религиозных и других польских организаций.

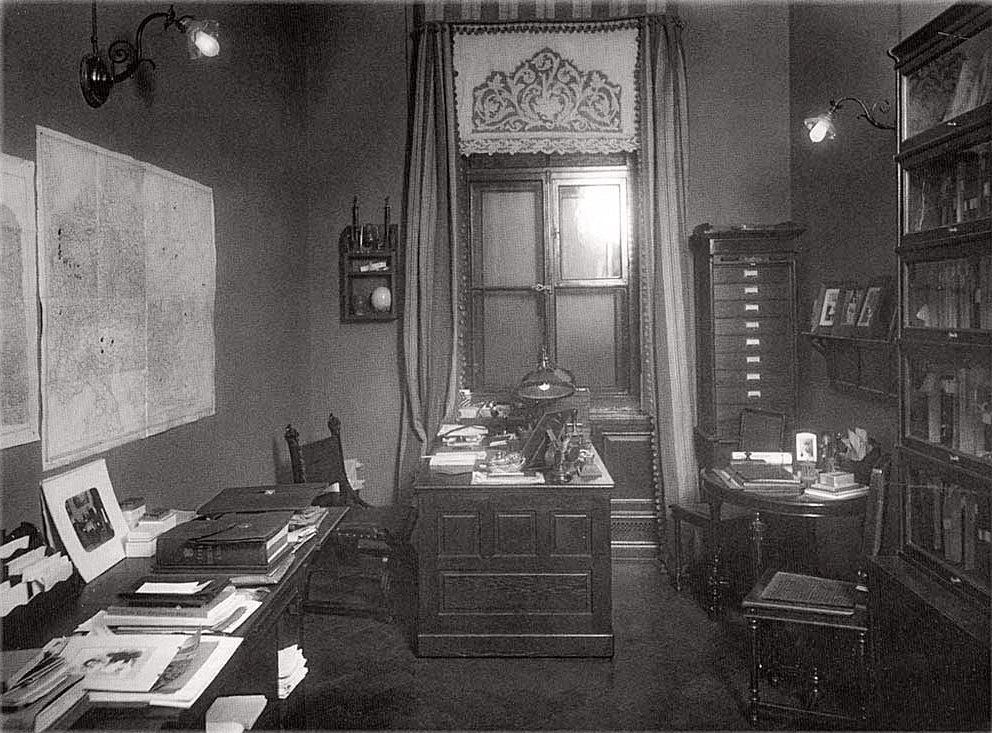
Кабинет юриста Любомира Дымши по адресу Санкт-Петербург, Моховая ул., д. 27-29. Фото К. Буллы.

Преподавал на юридическом факультете женских курсов Н. П. Раева.
В 1907 году был избран в 3-ю Государственную думу от общего состава выборщиков Седлецкого губернского избирательного собрания: входил в Польское коло; участвовал в дискуссии по вопросу о бюджете, критикуя правительственную политику в отношении Царства Польского; поднимал вопрос о дискриминации поляков при рассмотрении их дел в судах, требуя достижения полного равноправия. В 3-й думе входил в комиссии: распорядительную и по судебным реформам (товарищ председателя). В 1912 году избран в 4-ю Государственную думу.
Землевладелец Седлецкой и Ковенской губерний (около 2 тысяч десятин земли). В 1914 году основал в Петербурге Польское общество юристов и экономистов; входил в Правление Российско-Бельгийского металлургического общества; сотрудничал в польских газетах: «Польский голос» (1913), «Польское дело» (1915).
Умер 18 ноября 1915 года.

## Семья
Был женат на Софии Станиславовне Кербедз (1871—1963). У них родилась дочь София, в замужестве Булгак-Ельская (1902—2004).

## Сочинения
- Казенная винная монополия и её значение для борьбы с пьянством: докл. Комис. по вопросу об алкоголизме — СПб.: Тип. П. П. Сойкина, 1899. — 24 с.[Комм 1]
- Государственное право Швеции. Часть историческая. Т. 1 — СПб.: Тип. П. П. Сойкина, 1901. — 424 с.
- Теория разделения властей
- Местное управление в Швеции
- Общинное устройство в Норвегии
- Новая форма земского хозяйства
- Национальный вопрос в XX столетии
- Холмский вопрос. — СПб., 1910 (на польском языке — Варшава, 1911).

## Комментарии
1. ↑  Автор указан как «Проф. Л.П. Дымша».